# Barrage de Kapulukaya
Le barrage de Kapulukaya est un barrage en Turquie.

## Sources
- (en) www.dsi.gov.tr/tricold/kapuluka.htm Site de l'agence gouvernementale turque des travaux hydrauliques